# Bryum balticum
Bryum balticum är en bladmossart som beskrevs av Elsa Cecilia Nyholm och Hedenäs in Nyholm 1993. Bryum balticum ingår i släktet bryummossor, och familjen Bryaceae. Inga underarter finns listade i Catalogue of Life.